# Волобуев, Павел Васильевич
Па́вел Васи́льевич Волобу́ев (1 января 1923, Евгеновка, Кустанайская губерния, Киргизская АССР, СССР — 22 сентября 1997, Москва, Россия) — советский и российский историк, основоположник т. н. нового направления в советской историографии. Академик АН СССР (1990; член-корреспондент с 1970) и РАН (1991), в 1969—1974 годах — директор Института истории СССР АН СССР.

## Биография
В 1940 году с отличием окончил школу, поступил на исторический факультет Московского университета. С января 1942 г. — в армии, в том же году был тяжело ранен и комиссован.
Член КПСС с 1944 года.
Восстановился в университете в 1946 году. Сталинский стипендиат. Окончил МГУ в 1950 г.
В октябре 1950 г. зачислен в аспирантуру истфака МГУ (научный руководитель Сидоров). В декабре 1953 г. защитил кандидатскую диссертацию.
В 1953—1955 годах инструктор отдела науки ЦК КПСС.
С 1955 года работал научным сотрудником Института истории АН СССР, по 1966 год — старший научный сотрудник в секторе истории СССР периода капитализма, затем заведующий сектором по изданию многотомной «Истории СССР». В мае 1963 г. на Учёном совете истфака МГУ защитил докторскую диссертацию. С 1 декабря 1964 г. по 1 апреля 1965 г. — первая зарубежная командировка на Кубу для чтения лекций по истории СССР в Гаванском университете. Участник XII Международного конгресса исторических наук, состоявшегося в августе 1965 г. в Вене.
В Вене… он познакомился с одним немецким учёным своего возраста. Разговорились, и были оба поражены: оказывается, оба воевали в 1942 г. на Волховском фронте, но, разумеется, по разным его сторонам. Немецкий коллега не без оснований сказал, что им обоим повезло: они не застрелили друг друга. В знак согласия Павел Васильевич пожал бывшему солдату руку.
С 1968 года заместитель, с 1969 года директор Института истории СССР АН СССР.
В конце 60-х годов академик П. В. Волобуев стал известен как лидер «нового направления» в исторической науке. С середины 70-х за это он подвергся административным репрессиям: снят с поста директора Института истории СССР (1974), переведён в Институт истории естествознания и техники АН СССР старшим научным сотрудником, освобождён от работы на истфаке МГУ.
Член-корреспондент АН СССР с 24 ноября 1970 года по Отделению истории (история СССР), действительный член с 15 декабря 1990 года, академик РАН с 1991 года — Отделение истории (история СССР), президент Ассоциации истории Первой мировой войны (с 1993 г.). Возглавлял Научный совет РАН «Истории революций в России». Основные направления научной деятельности — теоретические проблемы истории, международные отношения.
Похоронен в Москве на Новодевичьем кладбище.
Автор более 250 научных публикаций.

## Основные работы
Книги
- Монополистический капитализм в России и его особенности. — М., 1956;
- Экономическая политика Временного правительства. — М., 1962;
- Пролетариат и буржуазия России в 1917 г. — М., 1964;
- Курс лекций по истории СССР. Вып. 1—4. Гавана, 1965—1967 (на исп. яз.);
- В. И. Ленин об общих закономерностях Великой Октябрьской социалистической революции, — М., 1966;
- Выбор путей общественного развития: теория, история, современность. — М.: Политиздат, 1987. — 312 с.;
- Октябрь 1917: величайшее событие века или социальная катастрофа? — М.: Политиздат, 1991 (редактор);
- Неопубликованные работы. Воспоминания. Статьи / отв. ред. Г. Н. Севостьянов. — М.: Наука, 2000. — 510 с. — ISBN 5-02-008707-6 (рецензия А. Ф. Киселёва // Вестник Российской академии наук. — 2001. — Т. 71. — № 4);
- «Жаль, мало пишу…»: статьи, письма, архивные документы академика РАН П. В. Волобуева / сост. В. Л. Телицын. — М.: Собрание, 2005. — 336 с.

Статьи
- Топливный кризис и монополии в России накануне первой мировой войны // Вопросы истории. — 1957. — № 1;
- Из истории госкапитализма в начальный период социалистического строительства в СССР // Вопросы истории. — 1957. — № 9 (в соавт. с В. З. Дробижевым);
- О государственно-монополистическом капитализме в России в 1917 г. (март — октябрь) // Вопросы истории. — 1959. — № 9;
- Монополистический капитал и экономическая политика Временного правительства // История СССР. — 1960. — № 1;
- Об общих закономерностях и национально-исторических условиях победы социалистической революции в России // Вопросы истории. — 1960. — № 11;
- Антирабочая политика Временного правительства (март — октябрь 1917 года) // Вопросы истории. — 1962. — № 6;
- Рабочий класс России — гегемон социалистической революции // Вопросы истории. — 1968. — № 11 (в соавт. с Л. С. Гапоненко);
- Об основных научных итогах подготовки шеститомного академического труда по отечественной истории // Вопросы истории. — 1969. — № 12 (в соавт. с И. М. Пушкарёвой);
- Характер и особенности Февральской революции // Свержение самодержавия. М., 1970;
- Россия: борьба за выбор новых путей общественного развития // Вопросы истории. — 1986. — № 5;
- Историческое место Финляндской революции 1918 г. // Новая и новейшая история. 1988. № 5;
- 1917 год: была ли альтернатива? // Родина. 1989. № 3;
- Октябрьская революция: главное событие XX века или трагическая ошибка? // Диалог. — 1990. — № 3 (совм. с В. Е. Мельниченко и Ю. А. Поляковым);
- Ещё раз к вопросу о «новом направлении» // Вопросы истории. 1990. № 6;
- Октябрьская революция: новые подходы к изучению // Вопросы истории. — 1996. — № 5—6 (в соавт. с В. П. Булдаковым).